# Morgan megye (Illinois)
Morgan megye az Amerikai Egyesült Államokban, azon belül Illinois államban található. Megyeszékhelye Jacksonville ,mely a legnagyobb városa is. Lakosainak száma 32 915 fő (2020. április 1.). Morgan megye Cass, Sangamon, Macoupin, Greene, Pike, Scott és Brown megyékkel határos.

## Népesség
A megye népességének változása:
| Lakosok száma | 35 553 | 35 589 | 35 309 | 35 067 | 34 828 | 32 915 |
|               | 2010   | 2011   | 2012   | 2013   | 2015   | 2020   |